# Mercedes Gaspar
Mercedes Gaspar Salvo (Zaragoza, 1964) es una directora de cine, guionista y productora española, ganadora del primer Premio Goya en la categoría de cortometraje de animación.
Recibió el homenaje de la plataforma de Nuevos Realizadores en Madrid por su trayectoria,que fue plasmada en el libro Mercedes Gaspar, una cineasta total, escrito por Mercedes Borrás y Alberto Úbeda.

## Trayectoria
Nacida en Zaragoza, a los pocos años fue a vivir a Calanda, pueblo natal de su madre. 
Estudió Ciencias de la Comunicación y Geografía e Historia, obteniendo las licenciaturas de ambas especialidades.
Durante su carrera ha trabajado en televisión, cine y teatro, cultivado el videoarte y la fotografía. Ha escrito poesía, cuento y teatro. Asimismo, ha sido profesora en diversas instituciones y universidades.
Con El sueño de Adán obtuvo en la IX edición de los Premios Goya el galardón a Mejor cortometraje de animación, recién instituida esta categoría. En las dos ediciones siguientes consiguió nominaciones en la misma categoría por Las partes de mí que te aman son seres vacíos (1995) y por Esclavos de mi poder (1996). Estas piezas conforman una trilogía, parte de una obra mayor, donde combina técnicas como el stop motion de objetos y la pixilación, con una gran carga surrealista y simbólica.
Con su productora, La Fragua Audiovisual SL, debutó en el largometraje con Huidas, protagonizado por Huichi Chiu, Liberto Rabal y Asunción Balaguer. Reconocido con más de un centenar de premios, el filme, de guion propio y en formato road-movie,aborda temas como la violencia de género, el maltrato a la infancia y la inmigración.

## Filmografía
- 2014 Huidas (Largometraje).
- 2003 Memoria y muerte de una cortometrajista.
- 2001 El derecho de las patatas.
- 1997 El sabor de la comida de lata.
- 1996 Esclavos de mi poder.[11]
- 1995 Las partes de mí que te aman son seres vacíos.[12]
- 1994 El sueño de Adán.[13]
- 1992 Su primer amor.

## Premios y reconocimientos
Premios Goya
| Año  | Categoría                                     | Película                  | Resultado |
| ---- | --------------------------------------------- | ------------------------- | --------- |
| 1995 | El sueño de Adán                              | Cortometraje de Animación | Ganadora  |
| 1996 | Las partes de mí que te aman son seres vacíos | Cortometraje de Animación | Nominada  |
| 1997 | Esclavos de mi poder                          | Cortometraje de Animación | Nominada  |

En 2011, fue reconocida en el Festival de Cine de Nuevos Realizadores de Zaragoza con el premio Del corto al largo.
En 2015, su corto Las partes de mí que te aman son seres vacíos formó parte del libro-DVD Del trazo al píxel. Un recorrido por la animación española, promovido por Acción Cultural Española y el Centro de Cultura Contemporánea de Barcelona.
En 2022, la Filmoteca Española dedicó una retrospectiva a su obra de animación.
En 2023, durante la XX edición de la Muestra Internacional de Cine Con Nombre de Mujer, de Dos Hermanas, se rindió homenaje a su trayectoria.